# Kira Gorlaci
Kira Gorlaci (n. 20 iulie 1929, Ruzaevka⁠(d), RSFS Rusă, URSS – d. 9 august 2001) a fost o cântăreață de operă moldoveancă de origine rusă (mezzo-soprană).
A făcut canto la Școala de Muzică cu Elena Gh. Arhanghelskaia (până în 1937), apoi a studiat la Școala Medie de Muzică a Conservatorului „P.I. Ceaikovski” (1947–1950) și a practicat iar canto la Conservatorul din Moscova⁠(d) (1950–1955) la profesorii Elizaveta F. Petrenko (până în 1952) și E. Deboss-Soboleva (din 1953).
A fost solistă la Opera „N. Cernîșevski”⁠(d) din Saratov, RSFSR (1955–1956) și la Opera Națională din Chișinău (1956–1985). Repertoriul său lirico-dramatic include operele:
- Dama de pică de Piotr Ilici Ceaikovski
- Aida, Rigoletto, Trubadurul de Giuseppe Verdi
- Faust de Charles Gounod
- Madame Butterfly de Giacomo Puccini
- Vrăjitoarea
- Carmen de Georges Bizet
- Cavalleria rusticana de Pietro Mascagni
- Aurelia de D. Hersehfeld
- Eroica baladă de Alexei Stîrcea
- Glira de Gheorghe Neaga

Kira Gorlaci a colaborat cu dirijorii Leonid Hudolei, Isai Alterman⁠(d), Aleksei Mocealov⁠(d), Mihail Caftanat⁠(d), Boris Miliutin⁠(d) și cu soliștii I. Kogan, Leonid Boxan, Teodor Cuzminov, Nikolai Bașkatov, Parascovia Botezat, Mihai Munteanu, Constantin Cramarciuc și alții.
În 1974, a fost distinsă cu titlul „Artistă Emerită a RSSM”.